# Emiliano Zapata
Emiliano Zapata (8. august 1879 – 10. april 1919) var en førende skikkelse under den mexicanske revolution i 1910 mod diktatoren Porfirio Díaz. Han betragtes som nationalhelt i Mexico.
Zapatisterne (EZLN, Ejército Zapatista de Liberación Nacional) stiftet 17. november 1983 er en revolutionær bevægelse med rod i delstaten Chiapas, der har taget navn efter ham for at knytte sig ideologisk til mindet om de oprindelige zapatister under den mexicanske revolution